# Lluitarem a les platges

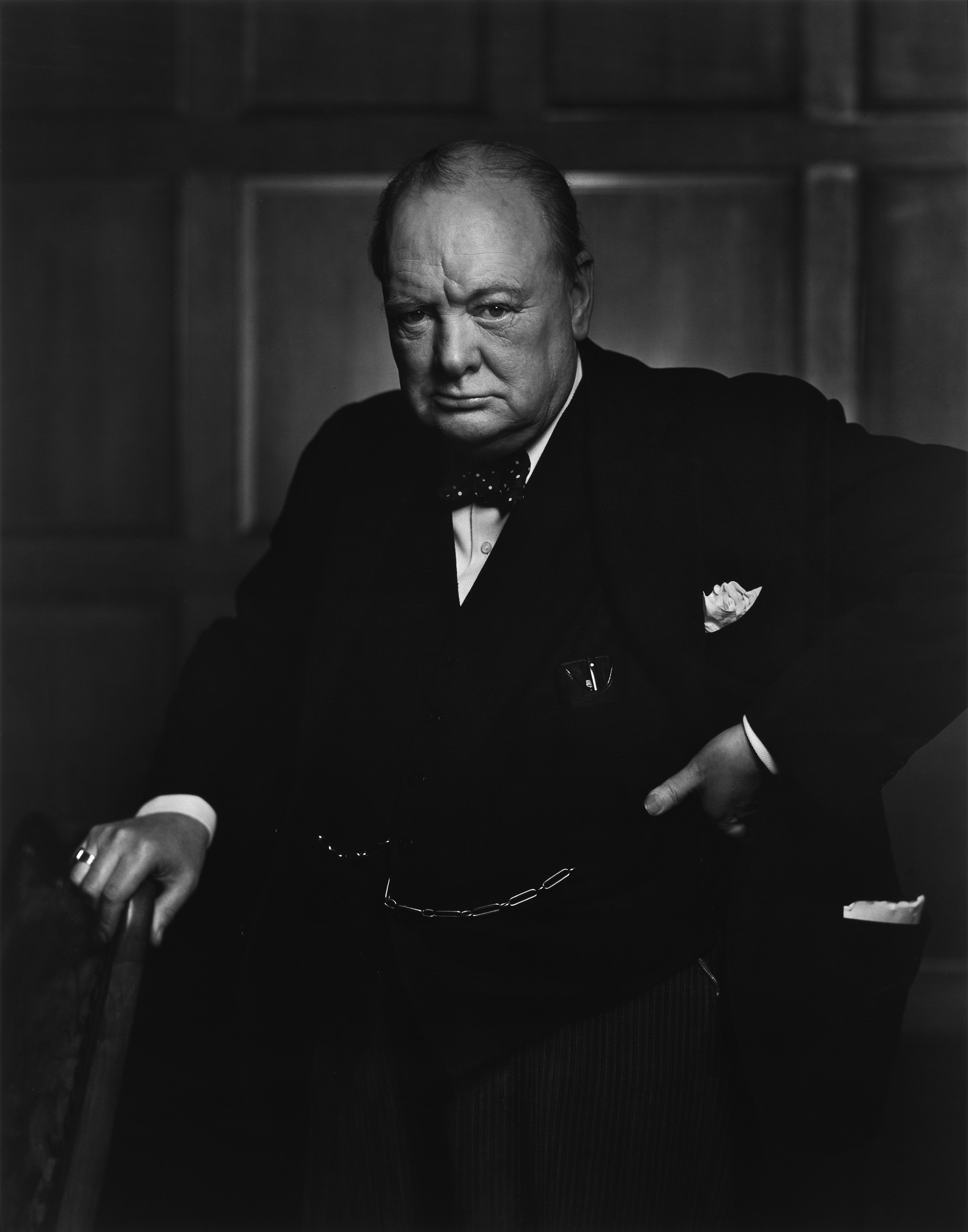
Winston Churchill

"Lluitarem a les platges" (anglès: "We shall fight on the beaches") és un títol habitual donat a un discurs pronunciat pel primer ministre britànic Winston Churchill a la Cambra dels Comuns del Parlament del Regne Unit el 4 de juny de 1940. Aquest va ser el segon dels tres grans discursos pronunciats. al voltant del període de la batalla de França; els altres són el discurs sobre "Sang, treball, llàgrimes i suor" del 13 de maig i el discurs sobre "Aquesta va ser la seva millor hora" del 18 de juny. Els esdeveniments es van desenvolupar dràsticament durant el període de cinc setmanes i, tot i que els seus temes són generalment similars, cada discurs va tractar un context militar i diplomàtic diferent.
En aquest discurs, Churchill va haver de descriure un gran desastre militar i advertir d'un possible intent d'invasió de l'Alemanya nazi, sense posar dubtes sobre la victòria eventual. També va haver de preparar la seva audiència nacional per la sortida de França de la guerra sense de cap manera d'evitar-ho, i desitja reiterar una política i un objectiu sense canvis - malgrat els esdeveniments que intervenen - del seu discurs de el 13 de maig en què havia declarat l'objectiu de "la victòria, per molt llarg i dur que sigui el camí".

## Fons
Winston Churchill va assumir el càrrec de primer ministre el 10 de maig de 1940, vuit mesos després de l'esclat de la Segona Guerra Mundial a Europa. Ho havia fet com a cap d'un govern de coalició multipartidista, que havia substituït l'anterior govern (dirigit per Neville Chamberlain) com a conseqüència de la insatisfacció amb la realització de la guerra, demostrat pel debat de Noruega sobre l'evacuació aliada del sud de Noruega.
Casualment, l'ofensiva alemanya de la Wehrmacht als Països Baixos i França havia començat el 10 de maig amb la invasió dels Països Baixos, Bèlgica i Luxemburg. Churchill havia parlat amb la Cambra dels Comuns com a primer ministre per primera vegada el 13 de maig, per anunciar la formació de la nova administració:
| I would say to the House, as I said to those who have joined this Government: "I have nothing to offer but blood, toil, tears and sweat." | Jo diria a la Cambra, tal com vaig dir als que s'han adherit a aquest govern: "No tinc res a oferir més que sang, treball, llàgrimes i suor. |

En aquest discurs, no esmentava res sobre la situació militar a França i els Països Baixos.
Amb l'esperança que l'ofensiva alemanya es desenvolupés en la mateixa línia que el 1914, les línies de comunicació de la Força Expedicionària Britànica (BEF) no passaven pels ports del Canal de “creuament curt”: Boulogne, Calais, Dunkerque, etc. - sinó a través de Dieppe i Le Havre. El 13 de maig, l'atac de la Wehrmacht per les Ardenes havia arribat al riu Mosa a Sedan i després el travessava, trencant les defenses de l'exèrcit francès. El 20 de maig, les divisions blindades de la Wehrmacht havien arribat a la costa del Canal de la Mànega, dividint el BEF i el Primer exèrcit francès de les principals forces franceses.
La Wehrmacht es va desplaçar a continuació contra les forces aliades tallades, movent-se al llarg de la costa amb només forces aliades petites per resistir-les. Després de la capitulació de Bèlgica el 28 de maig, també havia aparegut una escletxa al flanc est de les forces aliades, que s'havia vist obligada a retirar-se en una petita bossa al voltant del port marítim de Dunkirk. D'aquesta bossa, la major part del BEF i un nombre considerable de tropes franceses havien estat evacuades en l'operació Dinamo, però aquestes tropes havien deixat pràcticament tot el seu equip pesat (transport, tancs, artilleria i municions). El primer exèrcit francès tenia la majoria de les seves unitats embossades al voltant de Lilla. Les de les seves unitats evacuades de Dunkirk es van allunyar a França, però no van veure cap altra acció; encara es reorganitzaven a Bretanya a la caiguda de França.
Churchill havia fet una breu declaració als Comuns el 28 de maig informant de la capitulació belga i concloent:
| Meanwhile, the House should prepare itself for hard and heavy tidings. I have only to add that nothing which may happen in this battle can in any way relieve us of our duty to defend the world cause to which we have vowed ourselves; nor should it destroy our confidence in our power to make our way, as on former occasions in our history, through disaster and through grief to the ultimate defeat of our enemies. | Mentrestant, la Cambra s'hauria de preparar per rebre notícies dures i pesades. Només he d'afegir que res del que pugui passar en aquesta batalla no ens pot alliberar de cap manera del nostre deure de defensar la causa mundial a la qual ens hem compromès; ni ha de destruir la nostra confiança en el nostre poder per obrir-nos camí, com en altres ocasions de la nostra història, mitjançant el desastre i el dolor fins a la derrota definitiva dels nostres enemics. |

Havia promès una nova declaració de la situació militar el 4 de juny i, de fet, la major part del discurs és un relat d'esdeveniments militars –en la mesura que van afectar el BEF– des de l'avenç alemany a Sedan.
L'avenç alemany no s'havia explotat cap al sud i els francesos havien improvisat una línia defensiva relativament fina al llarg de l'Aisne i el Somme. L'avaluació militar britànica era que era poc probable que resistís cap atac important de la Wehrmacht. A l'aire, als francesos els faltaven avions de combat i l'escassetat empitjorava a causa de les seves nombroses pèrdues en combat. Per tant, els comandants militars francesos havien demanat més esquadrons de caça britànics per ser enviat a la lluita a França. Políticament, hi havia dubtes considerables sobre la voluntat francesa de continuar la guerra, fins i tot en absència de noves catàstrofes militars. Churchill havia defensat l'enviament dels esquadrons de caça a França perquè considerava que aquesta mesura seria vital per mantenir la moral pública francesa i tampoc no donaria cap excusa per al col·lapse de l'exèrcit francès. Això podria conduir a un govern francès que no només abandonaria la guerra, sinó que també seria hostil al Regne Unit. El gabinet de guerra britànic va discutir aquest tema en les reunions del 3 de juny i el 4 de juny al matí, però va decidir agafar els consells de la Royal Air Force i del secretari d'Estat de l'Aire, Sir Archibald Sinclair, que la prioritat britànica ha de ser preparar les seves pròpies defenses. Els tres esquadrons presents a França es mantindrien a l'alçada de combatre, però no es podrien estalviar cap altre esquadró per a la batalla de França.
Malgrat l'alleugeriment que el gruix del BEF havia tornat a Gran Bretanya, Mass-Observation va informar que la moral civil en moltes zones era zero, un observador va afirmar que tothom semblava suïcida. Només la meitat de la població esperava que la Gran Bretanya continués lluitant i els sentiments de milers es resumissin en:
| « | ¡¡Aquesta no és la nostra guerra: és una guerra de gent alta que utilitza paraules llargues i té sentiments diferents. | » |

Per tant, quan parlava sobre el futur curs i la conducta de la guerra en aquest discurs, Churchill va haver de descriure un gran desastre militar i advertir d'un possible intent d'invasió alemanya, sense posar dubte sobre la victòria eventual. Necessitava preparar el seu públic nacional per a la sortida de França de la guerra sense deixar en absolut la llibertat de França per fer-ho. En el seu discurs posterior del 18 de juny, immediatament després que els francesos haguessin demandat la pau, Churchill va dir:
| The military events which have happened during the past fortnight have not come to me with any sense of surprise. Indeed, I indicated a fortnight ago as clearly as I could to the House that the worst possibilities were open, and I made it perfectly clear then that whatever happened in France would make no difference to the resolve of Britain and the British Empire to fight on, if necessary for years, if necessary alone. | Els esdeveniments militars que han passat durant els darrers quinze dies no m'han vingut amb cap sorpresa. De fet, vaig indicar fa quinze dies a la Cambra amb la màxima claredat que les pitjors possibilitats estaven obertes i vaig deixar clarament clar que el que passés a França no tindria cap diferència en la resolució de la Gran Bretanya i l'Imperi Britànic, si cal durant anys, si cal sols. |

Finalment, havia de reiterar una política i un objectiu sense canvis, malgrat els fets intermedis, des del seu discurs del 13 de maig, en què havia dit:
| We have before us an ordeal of the most grievous kind. We have before us many, many long months of struggle and of suffering. You ask, what is our policy? I will say: It is to wage war, by sea, land, and air, with all our might and with all the strength that God can give us; to wage war against a monstrous tyranny never surpassed in the dark, lamentable catalogue of human crime. That is our policy. You ask, what is our aim? I can answer in one word: It is victory, victory at all costs, victory in spite of all terror, victory, however long and hard the road may be. | Tenim davant nostre un calvari del més greu. Tenim per davant molts i molts mesos de lluita i patiment. Vostè pregunta, quina és la nostra política? Diré: és fer guerra, per mar, terra i aire, amb totes les nostres forces i amb tota la força que Déu ens pot donar; fer guerra contra una monstruosa tirania mai superada en el fosc i lamentable catàleg de crims humans. Aquesta és la nostra política. Vostè pregunta, quin és el nostre objectiu? Puc respondre amb una sola paraula: és la victòria, la victòria a tota costa, la victòria malgrat tot el terror, la victòria, per molt llarg i dur que sigui el camí. |

## La peroratio
La peroratio és potser la part més coneguda del discurs i es considera que és un dels millors moments oratoris de la guerra i de la carrera de Churchill.

| Turning once again, and this time more generally, to the question of invasion, I would observe that there has never been a period in all these long centuries of which we boast when an absolute guarantee against invasion, still less against serious raids, could have been given to our people. In the days of Napoleon, of which I was speaking just now, the same wind which would have carried his transports across the Channel might have driven away the blockading fleet. There was always the chance, and it is that chance which has excited and befooled the imaginations of many Continental tyrants. Many are the tales that are told. We are assured that novel methods will be adopted, and when we see the originality of malice, the ingenuity of aggression, which our enemy displays, we may certainly prepare ourselves for every kind of novel stratagem and every kind of brutal and treacherous manœuvre. I think that no idea is so outlandish that it should not be considered and viewed with a searching, but at the same time, I hope, with a steady eye. We must never forget the solid assurances of sea power and those which belong to air power if it can be locally exercised. Sir, I have, myself, full confidence that if all do their duty, if nothing is neglected, and if the best arrangements are made, as they are being made, we shall prove ourselves once more able to defend our island home, to ride out the storm of war, and to outlive the menace of tyranny, if necessary for years, if necessary alone. At any rate, that is what we are going to try to do. That is the resolve of His Majesty's Government – every man of them. That is the will of Parliament and the nation. The British Empire and the French Republic, linked together in their cause and in their need, will defend to the death their native soil, aiding each other like good comrades to the utmost of their strength. Even though large tracts of Europe and many old and famous States have fallen or may fall into the grip of the Gestapo and all the odious apparatus of Nazi rule, we shall not flag or fail. We shall go on to the end. We shall fight in France, we shall fight on the seas and oceans, we shall fight with growing confidence and growing strength in the air, we shall defend our island, whatever the cost may be. We shall fight on the beaches, we shall fight on the landing grounds, we shall fight in the fields and in the streets, we shall fight in the hills; we shall never surrender, and if, which I do not for a moment believe, this island or a large part of it were subjugated and starving, then our Empire beyond the seas, armed and guarded by the British Fleet, would carry on the struggle, until, in God's good time, the New World, with all its power and might, steps forth to the rescue and the liberation of the old. | Tornant una vegada més, i aquesta vegada de manera més general, a la qüestió de la invasió, observaria que mai no hi ha hagut un període en tots aquests llargs segles dels quals ens vantem quan una garantia absoluta contra la invasió, encara menys contra les incursions greus, s'hagi pogut donar al nostre poble. En temps de Napoleó, del qual parlava just ara, el mateix vent que hauria portat els seus transports a través del Canal podria haver allunyat la flota bloquejant. Sempre hi va haver l'oportunitat, i és l'atzar que ha emocionat i enganyat la imaginació de molts tirans continentals. Molts són els contes que s'expliquen. Estem segurs que s'adoptaran mètodes nous i, quan veiem l'originalitat de la malícia, l'enginy de l'agressió que mostra el nostre enemic, sens dubte, ens podem preparar per a qualsevol tipus d'estratègia nova i per a tota mena de treball brutal i traïdor. Crec que cap idea és tan extravagant que no s'ha de considerar i mirar amb una recerca, però al mateix temps, espero, amb un ull ferm. No hem d'oblidar mai les sòlides garanties de la potència del mar i les que pertanyen a la potència aèria si es pot exercir localment. Senyor, tinc, jo mateix, plena confiança que, si tots compleixen el seu deure, si no es descuida res, i si es prenen els millors arranjaments, tal com s'està fent, tornarem a demostrar que som capaços de defensar la nostra illa, d'allunyar la tempesta de la guerra i sobreviure a l'amenaça de la tirania, si cal durant anys, si és necessari sol. En qualsevol cas, això és el que intentarem fer. Aquesta és la decisió del govern de Sa Majestat: tots els homes. Aquesta és la voluntat del Parlament i de la nació. L'Imperi Britànic i la República Francesa, units entre ells en la seva causa i en la seva necessitat, defensaran fins a la mort el seu territori natal, ajudant-se mútuament com a bons camarades fins a la màxima força. Tot i que grans extensions d'Europa i de molts vells i famosos Estats han caigut o poden caure en les urpes de la Gestapo i de tots els odiosos aparells del domini nazi, no ens fracassarem ni fallarem. Continuarem fins al final. Lluitarem a França, lluitarem pels mars i els oceans, lluitarem amb una confiança creixent i una força creixent en l'aire, defensarem la nostra illa, sigui com sigui. Lluitarem a les platges, lluitarem als aeròdroms, lluitarem als camps i als carrers, lluitarem als turons; mai no ens rendirem i si, cosa que no crec per un moment, aquesta illa o una gran part d'ella estigués sotmesa i famolenca, el nostre Imperi més enllà dels mars, armat i custodiat per la flota britànica, continuaria la lluita fins que, a El bon moment de Déu, el Nou Món, amb tot el seu poder i poder, avanci cap al rescat i l'alliberament del vell. |

## Rebuda
Es diu que, immediatament després de pronunciar el discurs, Churchill va murmurar a un company: "I els lluitarem amb els extrems de les ampolles de cervesa trencades, ja que és tot el que tenim!". No obstant això, Churchill va impressionar als seus oients i es va reconèixer immediatament que el discurs era històric. Jock Colville, un dels secretaris de Churchill, va assenyalar al seu diari "Una oració magnífica, que evidentment va commoure la Cambra". Chips Channon, un diputat conservador, va escriure al seu diari "era eloqüent i oratori i va utilitzar un magnífic anglès; diversos laboristes van plorar". Un diputat laborista, Josiah Wedgwood, amic i admirador de Churchill des de la campanya dels Dardanels, li va escriure: "El meu estimat Winston. Això valia 1.000 armes i els discursos de 1.000 anys".
A diferència del discurs posterior que va durar aquesta hora, el discurs de Churchill el 4 de juny a la Cambra dels Comuns no va ser repetit per ell com una emissió de ràdio en directe aquella nit. Més aviat, igual que amb el seu discurs anterior sobre "Sang, treball, llàgrimes i suor", el lector de notícies va llegir extractes a l'emissió de la BBC d'aquella nit. Van causar una gran impressió a Vita Sackville-West:
| « | Fins i tot repetit pel locutor, em va fer tremolar (sense por) per la meva columna vertebral. Crec que un dels motius pels quals es commou amb les seves frases isabelines és que se sent tot el suport massiu del poder i es resol darrere d'ells, com una gran fortalesa: mai no són paraules per les paraules. | » |

L'any següent, el periodista nord-americà H. R. Knickerbocker va escriure que les seves paraules "mereixen ser memoritzades per tots", i va observar que "amb la imatge de Churchill aquestes paraules apareixen a les cases i oficines de tot l'Imperi Britànic."
No es va enregistrar cap àudio en el moment del discurs original; Churchill només va produir una gravació d'àudio el 1949, repetint la seva oració anterior. Malgrat això, moltes persones després de la guerra van recordar que havien escoltat Churchill parlant a la ràdio el 1940, quan només hi havia reportatges de la BBC que citaven les seves paraules. El 1984, la banda anglesa de heavy metal Iron Maiden va barrejar una secció d'aquest enregistrament al començament del vídeo per a la seva cançó "Aces High", que està inspirada en la batalla d'Anglaterra, també utilitzant l'enregistrament com a introducció de la cançó quan es va interpretar a l'escenari, Iron Maiden també utilitzà aquesta secció com a inici per a molts espectacles en viu durant la seva gira World Slavery Tour de 1984. A Fool's Overture, el tema final de l'àlbum de Supertramp de 1977 Even in the Quietest Moments, se senten alguns fragments del famós discurs de Churchill de Winston juntament amb el Big Ben de Londres.